# Adamov (powiat Kutná Hora)
Adamov – gmina w Czechach, w powiecie Kutná Hora, w kraju środkowoczeskim.
1 stycznia 2017 gminę zamieszkiwało 116 osób, a ich średni wiek 45,6 roku.